# True (Avicii)
True is een muziekalbum van de Zweedse dj Avicii. Het album is uitgebracht op 17 september 2013. Artiesten die meewerken aan het album zijn onder andere Nile Rodgers, Mac Davis, Mike Einziger van de Amerikaanse rockband Incubus, Aloe Blacc, Dan Reynolds van de Amerikaanse rockband Imagine Dragons, Dan Tyminski van Alison Krauss and Union Station en de Amerikaanse zanger Adam Lambert.

## Singles
"Wake me up" werd als eerste single van dit album uitgebracht op 17 juni 2013. De première van de single vond een paar dagen eerder op 14 juni plaats in de radioshow van de Engelse dj Pete Tong op BBC Radio 1. De vocalen in deze single zijn van Aloe Blacc. De single heeft in meer dan 20 landen op de nummer 1-positie in de hitlijst gestaan.
"You Make Me is de tweede single van het album. De single kwam uit op 16 augustus 2013, eveneens tijdens de radioshow van Pete Tong op BBC Radio 1. "Hey Brother" werd als derde single van dit album uitgebracht op 7 oktober 2013.

## #TrueReveal
Op 13 augustus 2013 ging het #TrueReveal project van start. In een gebouw in Stockholm werd een ondoorzichtige glazen kist neergezet waar grote luidsprekers omheen stonden. In deze glazen kist zat de albumhoes van het album True. Twittergebruikers konden een tweet plaatsen met de hashtag #TrueReveal. Bij elke tweet met deze hashtag werd het volume van de luidsprekers rond de kist een klein beetje opgevoerd. Dit werd gedaan, net zo lang tot het glas zou breken en de albumhoes zichtbaar zou worden. Op 14 augustus om 21:13 Nederlandse tijd, werden 100.000 tweets bereikt, maar was het geluid niet voldoende om het glas te breken. Om 21:39 werd besloten dat een medewerker van het project de haak van een kraan tegen het glas aan zou duwen. Hierdoor brak het glas wel en werd de albumhoes bekend.
Het nummer wat de speakers speelden was de tweede single van het album True, "You Make Me".

## Tracklist
| Nr. | Titel                                                               | Duur |
| --- | ------------------------------------------------------------------- | ---- |
| 1.  | Wake Me Up (Tim Bergling, Ash Pournouri, Aloe Blacc, Mike Einziger) | 4:09 |
| 2.  | You Make Me (Bergling, Pournouri, Salem Al Fakir, Vincent Pontare)  | 3:53 |
| 3.  | Hey Brother (Bergling, Pournouri, Pontare, Dan Tyminski)            | 4:14 |
| 4.  | Addicted to You (Bergling, Pournouri, Mac Davis, Josh Kratchic)     | 3:59 |
| 5.  | Dear Boy (Bergling, Pournouri, MØ)                                  | 7:59 |
| 6.  | Liar Liar (Bergling, Pournouri, Blacc, Einziger, Blondfire, Dreyer) | 3:58 |
| 7.  | Shame on Me (Bergling, Pournouri, Nile Rodgers)                     | 4:13 |
| 8.  | Lay Me Down (Bergling, Pournouri, Rodgers, Adam Lambert)            | 5:00 |
| 9.  | Hope There's Someone (Bergling, Pournouri)                          | 6:21 |
| 10. | Heart Upon My Sleeve (Bergling, Pournouri, Imagine Dragons)         | 4:40 |
| 11. | Long Road to Hell (Bergling, Pournouri, Audra Mae, Alex Seaver)     | 3:42 |
| 12. | Edom (Bergling, Pournouri)                                          | 8:15 |